# Blue Ice (film)
Pour les articles homonymes, voir Blue Ice.
Pour plus de détails, voir Fiche technique et Distribution.
Blue Ice est un film d'espionnage britannico-américain réalisé par Russell Mulcahy, sorti en 1992.

## Synopsis
Harry Anders est un ancien agent secret devenu propriétaire d'un bar-club de jazz. Il va cependant reprendre du service pour venir en aide à une jeune femme nommée Stacy Mansdorf.

## Fiche technique
Sauf indication contraire, les informations mentionnées dans cette section peuvent être confirmées par la base de données cinématographiques IMDb,  présente dans la section « Liens externes ».
- Titre original et français : Blue Ice
- Réalisation : Russell Mulcahy
- Scénario : Ron Hutchinson, d'après le personnage créé par Ted Allbeury
- Directeur de la photographie : Denis Crossan
- Montage : Seth Flaum
- Musique : Michael Kamen
- Costumes : Les Lansdown
- Décors : Grant Hicks
- Production : Martin Bregman, Michael Caine et Peter Kendal
- Sociétés de production : M&M Productions, Guild et HBO Films
- Distribution : Cinepix / Famous Players Distribution (Canada), HBO (États-Unis)
- Genre : espionnage
- Pays :  Royaume-Uni,  États-Unis
- Genre : couleur - 1.85:1 - 35 mm - son Dolby
- Durée : 105 minutes
- Dates de sortie :
  -  Royaume-Uni : 9 octobre 1992
  -  États-Unis : 31 juillet 1993 (1re diffusion TV)

## Distribution
- Michael Caine (VF : Dominique Paturel) : Harry Anders
- Sean Young (VF : Déborah Perret) : Stacy Mansdorf
- Ian Holm (VF : Pierre Hatet) : Sir Hector
- Bobby Short : Bobby
- Alun Armstrong : Osgood
- Sam Kelly : George
- Jack Sheperd (VF : Pierre Vernier) : Stevens
- Phil Davis : Westy
- Patricia Hayes (VF : Lita Recio) : la vieille femme au cimetière
- Mac Andrews : le chauffeur de Taxi
- Alan MacNaughtan (VF : René Bériard) : Lewis Mandorf
- Todd Boyce : Kyle
- Bob Hoskins (VF : Patrick Messe) : Sam Garcia
- Michael Kamen : le chef d'orchestre
- Peter King : le saxophoniste alto
- Gerard Presencer : le trompettiste
- Charlie Watts : le batteur

## Production
Selon le générique, le personnage de Harry Anders s'inspire d'un personnage de l'écrivain Ted Allbeury, Tad Anders. Il est présent dans les romans Snowball, Palomino Blonde et The Judas Factor. Le nom de Harry Anders renvoie également à Harry Palmer, un espion britannique créé par Len Deighton et incarné par Michael Caine dans trois films des années 1960 : Ipcress, danger immédiat (1965), Mes funérailles à Berlin (1966), Un cerveau d'un milliard de dollars (1967) et deux films du milieu des années 1990 : Beijing Express (1995) et Minuit à St Petersbourg (1995).
Sharon Stone devait initialement incarner Stacy Mansdorf mais après le succès de Basic Instinct, elle préfère quitter le projet. Pour le rôle de Sir Hector, Denholm Elliott était initialement choisi mais est finalement remplacé par Ian Holm.
Le tournage a lieu à Londres.